# Nahuas
Los nahuas son un grupo de pueblos nativos de Mesoamérica, al que pertenecen los mexicas y otros pueblos antiguos del Anáhuac que tienen en común la lengua náhuatl y el nahuat (actualmente hablado en El Salvador y México pero en tiempos históricos también en zonas de Honduras, Guatemala, Nicaragua y Costa Rica). El término mexicano es su autodenominación posterior a la fundación de México, así como mexicanero (en el estado de Durango). Su nexo principal es su idioma, el náhuatl o mexicano (en el sur de Mesoamérica), además de grandes similitudes en su religión y cosmovisión.
Son nahuas los pueblos prehispánicos de Tlaxcala, Chalco, Cholula y Acolhuacán. Los mexicas destacan por la fundación de Tenochtitlan, en 1325, y por su influencia sobre otros pueblos de la región, en lo que actualmente son los estados de Guerrero, Hidalgo, Estado de México, Morelos, Michoacán y Puebla; así como porciones menores de otros lugares como Oaxaca, San Luis Potosí, Veracruz y Tabasco.
Estos grupos arribaron al centro de México, y por tanto a tierras que posteriormente formarían parte del Estado de México, después de los chichimecas y constituyeron, como anota Clavijero, “... siete tribus de una misma nación... los Xochimilcas, Chalcas, Tepanecas, Acolhuas, Tlahuicas, Tlaxcaltecas y Mexicas (Aztecas)”. Edificaron un impresionante poder económico, administrativo y guerrero en todo el valle de México que perduró hasta la llegada de los conquistadores españoles, quienes impusieron a los pueblos indígenas una nueva forma de vida y de organización de la sociedad, basada en la explotación minera, agropecuaria y el comercio, característicos del virreinato.
En el momento de la Conquista de América por parte de la Corona española, los nahuas se habían expandido por América Central:
- en Guatemala en el departamento de Escuintla.
- en El Salvador en las zonas occidental y central (Señorío de Cuzcatlán) y en los departamentos de Santa Ana, Ahuachapán y Sonsonate.
- en Honduras en la costa norte las poblaciones de Chapagua y Papayeca, en el occidente Ocotepeque, valle de Naco en el departamento de Cortés y en el departamento de Olancho.
- en Nicaragua con importantes asentamientos en la vertiente del Pacífico, en el extremo noroccidental (Tezoatega), en el istmo de Rivas a orillas del Gran Lago de Nicaragua o Cocibolca y las islas Ometepe, Zapatera y de las islas Solentiname. Además, había comunidades nahuas en partes del actual departamento de Jinotega, la región del Valle de Sébaco y zonas aledañas, y en la boca del río San Juan.
- en Costa Rica en la provincia de Guanacaste en la región de Bagaces y en la cuenca del Sixaola, en la región fronteriza entre Costa Rica y Panamá.

## Historia

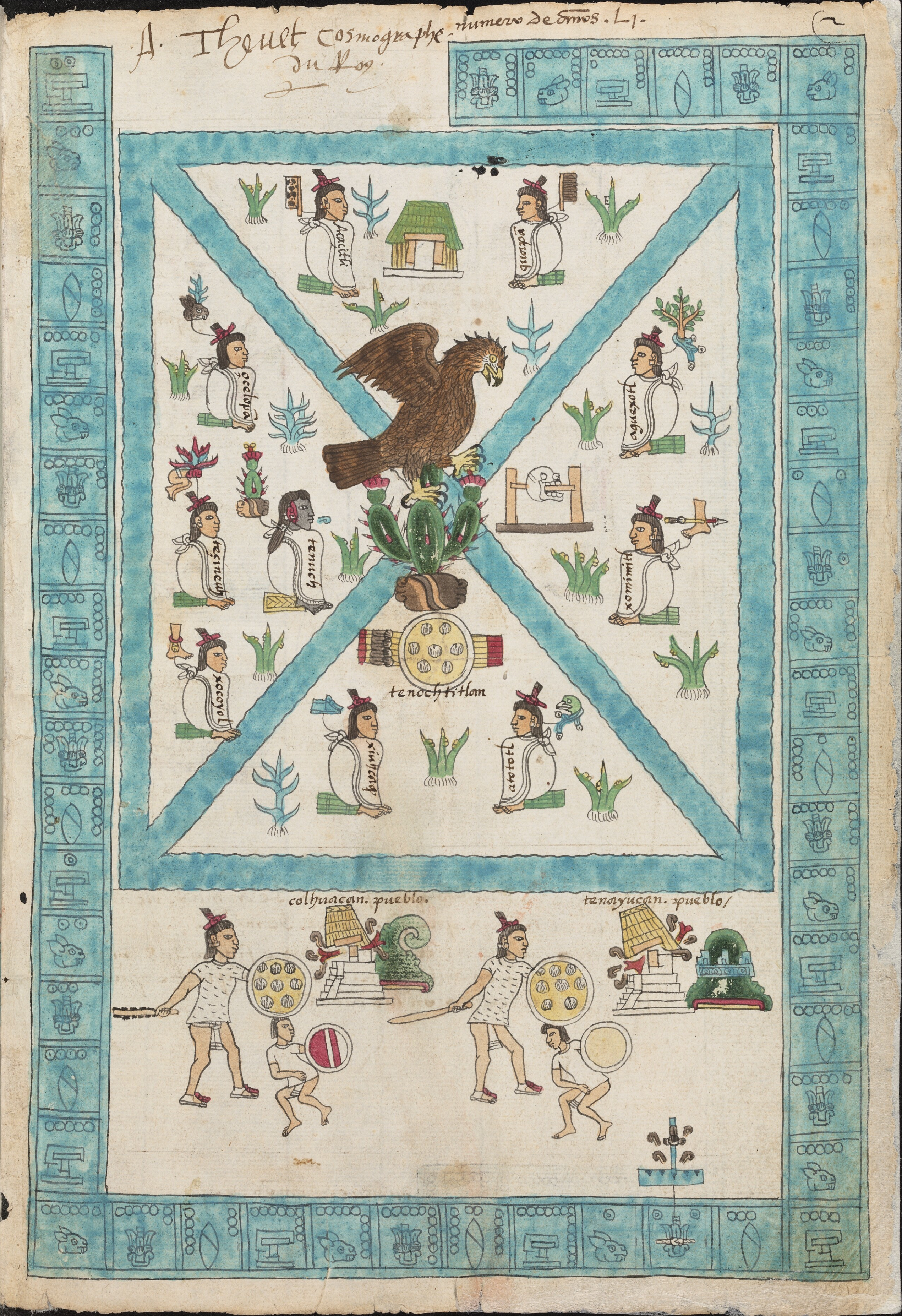
Página del Códice Mendoza, donde se representa la leyenda de la fundación de México-Tenochtitlán.

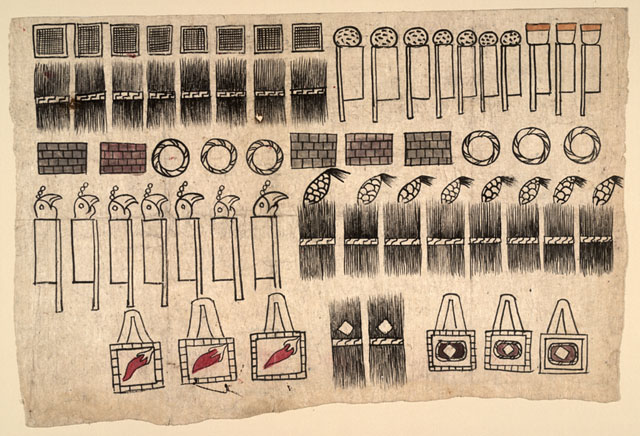
El códice de papel amate, modo de expresión escrita de los pueblos nahuas antes y después de la conquista española.

La presencia probable de los nahuas en Mesoamérica es relativamente reciente y se sitúa en torno al 500 d. C. o incluso después. De acuerdo con las leyendas mexicas, que se remontan a hechos sucedidos entre los siglos XI y XIII, los nahuas, antecesores de los mexicas, eran originarios de una tierra pantanosa llamada Āztlan (= 'Tierra de garzas'). Este nombre es la base del nombre de la historiografía moderna āztēcatl (= '[habitante] de Aztlán') para referirse de manera inexacta a los mexicas de Tenochtitlan, los alcohuas de Tetzcoco y los tepanecas de Tacuba. Los nahuas de la Triple Alianza también eran descendientes de los pueblos de Aztlán, pero la denominación usada por los cronistas era Aztepanecas.
Por otra parte, las evidencias arqueológicas y lingüísticas sugieren que entre el siglo V y el siglo XIII, los pueblos nahuas establecieron la lengua desde el occidente y centro de Mesoamérica, hasta tan al sur como Veracruz, Chiapas, el estrecho de Tehuantepec, parte de Tabasco, Guatemala, Honduras, Cuzcatlán (El Salvador), Señorío de Nicaraocallí (actual puerto lacustre de San Jorge) y Ometepe (Nicaragua).
En el período histórico, parcialmente documentado en las fuentes mexicas, y tras haber entrado en Mesoamérica procedentes del norte, pudieron haber estado implicados en el colapso de Teotihuacán (c. 800 d. C.). Más tarde la clase dominante de la cultura tolteca (siglos X a XII) habría sido nahua, o al menos parece haber usado la lengua náhuatl. Tras el colapso de este estado los mexicas descendientes de los nahuas fundaron Mēxihco-Tenōchtitlān, finalmente conquistado por los españoles y los tlaxcaltecas en el siglo XVI. Después de esa fecha el náhuatl continuó siendo la lengua principal del actual territorio de México por un largo tiempo. Aunque declinó de manera importante durante el siglo XIX, sigue siendo usado actualmente por cerca de tres millones de personas.
Sus costumbres de vida se fueron transformándo de manera lenta. Poblaron el territorio de México actual donde ocurrió un cambio trascendental: el descubrimiento del maíz. Además, el cambio de flora y fauna fueron determinantes para desarrollar la vida nómada y para influir tanto en los asentamientos, como en las poblaciones coloniales.
Tamaulipas se pobló fundamentalmente con dos tipos de grupos humanos: por una parte, la región septentrional es ocupada por conjuntos nómadas; la frontera de tales naciones, como las llama Alejandro Prieto, fue el Trópico de Cáncer; y, por otro lado, los desarrollados hacia el sur de esta línea cultural divisoria fueron grupos sedentarios de tipo mesoamericano. Se dice que estos últimos indígenas llegaron al territorio mexicano alrededor del año 3875 antes de la era cristiana, convirtiendo a esta civilización en una de las más antiguas de todo el mundo. Alejandro Prieto, importante historiador tamaulipeco, señala que una numerosa nación llamada Nahua apareció en las aguas del Golfo de México a bordo de embarcaciones rudimentarias provenientes del norte del continente. Llegaron al Pánuco, atravesaron el territorio hacia el Sur y, en un lugar conocido como los Llanos de Apan y las riberas del río Atoyac, se establecieron.
Hay alguna confusión sobre la procedencia de estos nahuas con respecto al nombre verdadero del antiguo reino de donde vinieron, pues históricamente es nombrado Chicomostoc, Amaquemecan o Culhuacán antiguo, sin que nadie pueda asegurar si estos nombres se refieren a una sola nación primitiva del Norte o a tres distintas.
En Tabasco existieron tres provincias nahuas incrustadas en región Maya: Ahualulco o Ayahualulco en la barra de Barra de Santa Ana en costa del Golfo de México muy cerca de la desembocadura del río Tonalá; el eje Cimatán-Cucultiupa-Cunduacán en el centro del estado; y Xicalango un importante puerto comercial cuya ubicación se presume entre los límites de Tabasco y Campeche. 
A la llegada de los españoles Xicalango era un puerto comercial de primer orden, que comerciaba con diversas provincias mayas como Potonchán, Acalán y Mazatán. Por su parte, Cimatán ofreció una férrea resistencia a los conquistadores españoles, de hecho, fue la última población de Tabasco en ser sometida. El mestizaje entre nahuas y mayas en Tabasco es palpable ya que muchos de los nombres de las poblaciones tabasqueñas son de origen nahua.

## Lengua
En México la lengua náhuatl o idioma mexicano se habla en los estados de Guerrero, Hidalgo, Oaxaca, Puebla, Tlaxcala, Veracruz, San Luis Potosí, Michoacán, el Estado de México, Morelos y Durango. Así como por los habitantes de Milpa Alta, Azcapotzalco, Xochimilco y otras zonas conurbadas de la Ciudad de México.
Las variantes de la lengua o dialectos geográficos principales son:
- Náhuatl clásico es la variedad de la Ciudad de México y del valle de México y zonas adyacentes hacia el siglo XVI que contempla poblaciones del Estado de México, Morelos, Tlaxcala e Hidalgo.

- Náhuatl de Tlaxcala, Es una de las variantes más plenas de Náhuatl Clásico, modificada al correr de los años y hasta el siglo XX; es hablado con más frecuencia en los municipios de la región occidental del Volcán la Malintzi, como Tetlanohcan, Contla de Juan Cuamatzi, Chiautempan, Teolocholco y San Pablo del Monte.

- Náhuatl central es una variante relacionada históricamente con la anterior y hablada actualmente en el estado de México (Texcoco, Santiago Tiangustengo, Chalco, Jalatlaco), en el Distrito Federal (Tlalpan, Milpa Alta, Azcapotzalco, Xochimilco), Tlaxcala (Calpulalpan) y Norte de Morelos (Yecapixtla). También hay hablantes en el departamento de Olancho, Honduras, que son descendientes de los pochtecas enviados por los mexicas que se asentaron en la zona.[6]

Número de hablantes por estado mexicano.

- Náhuatl de Guerrero, El Náhuatl de Guerrero se habla en una extensa región montañosa del Estado de Guerrero. El territorio abarca desde Chilpancingo en el Oeste a Tlapa en el Este, y desde Iguala a la Sierra Madre Occidental del Sur.

- Náhuatl de Durango es una variedad que también se le conoce como náhuatl mexicanero y se habla en el estado de Durango, en las poblaciones de San Pedro de las Jícoras, San Juan de Buenaventura entre otras. También se habla en algunas poblaciones dispersas de Zacatecas, Norte de Jalisco.

- Náhuatl de Tetelcingo hablado en Tetelcingo en el municipio de Cuautla de Morelos (Morelos).

- Náhuatl del istmo y sur de Puebla es la variedad hablada zonas de Veracruz como Cosoleacaque, Zaragoza (antes llamado San Isidro Xumuapan), Ixhuatlan, Hueyapan de Ocampo, Oteapan, Hidalgotitlán, Zongolica, Mecayapa, Hueyapan; en Oaxaca se habla en Huauhtla, Huehuetlan, Capultitlan, Texcalcingo, Teopoxco y Teotitlán de Flores Magón; en Tabasco se habla en Chontalpa, Mecatepec, Zanaoa y en el Soconusco de Chiapas que pertenece a los municipios de Tonalá, Oztuacán, Ocotepec, Mapastepec, Cuztepec, Tiltepec y Cuauhtémoc. Estas variantes muestran en torno a un 75 % de cognados comunes de la lista de Swadesh con el náhuatl clásico, lo cual sugiere algo más de 1000 años de separación.

- Náhuatl de la Huasteca y norte de Puebla es la variedad más hablada del idioma, y que se habla en el estado de Hidalgo, principalmente en los municipios de Huejutla, Jaltocán, Pisaflores y Tenango de Doria), en el noroeste de Veracruz de la región de Tantoyuca, en el sureste de San Luis Potosí como en el municipio de Tamazunchale, y en el norte de Querétaro, particularmente en Jalpan. Es también la variedad hablada en la parte más serrana del estado de Puebla, en las poblaciones como Zacatlán, Chignahuapan, Tlatlauquitepec, Teziutlán, Zacapoaxtla, Cuetzalan del Progreso y Huauchinango, con una tipología no tonal y sus palabras son largas con muchos afijos.

- Náhuatl de Occidente es la variedad hablada en el centro-sur del estado de Jalisco, en algunas poblaciones cercanas del nevado de Colima, como Mazamitla, Tonila, Zapotiltic, Zapotitlan, Tuxpan, Tecalitlán, Jilotlan y Pihuamo, también en comunidades indígenas de Apatzingán, Pómaro, Maruata, Patla, Coalcomán, Huiltzantla, Aguilillas, Comala, Tecomán, Zinacamitla, Ixtlahuacán y Coahuayana en la costa serrana de Michoacán y Colima.

- Náhuat o pipil es una de las lenguas nahuas que anteriormente era hablado en zonas de Guatemala, Nicaragua, Honduras, El Salvador y Costa Rica; pero actualmente solo se habla en El Salvador en las zonas occidental y central del país. Para el 2022 tiene aproximadamente 200 hablantes nativos, mayormente de la tercera edad, por lo que está en peligro de extinción.

- 'Pochuteco', es una lengua cercanamente emparentada con el náhuatl, que podría considerarse un descendiente del proto-náhuatl.

## Cosmovisión nahua

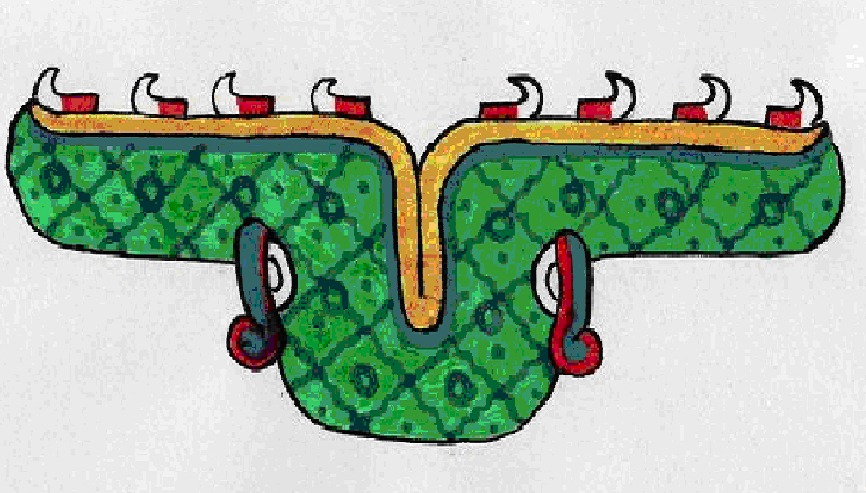
Símbolo del Tlālticpac.

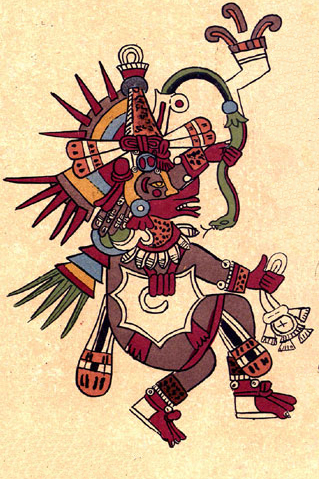
Quetzalcóatl, Códice Borbónico.

Al centro del universo se encuentra Tlāl-ticpac (= 'en el suelo firme'), porción de la Tierra extendida horizontal y verticalmente, constituye gran parte del mundo visible material. Este se encuentra rodeado de una inmensidad de agua Tēō-ātl (= 'agua divina') que se prolonga hasta que se reúne con los cielos, esta última es el Ilhuic-ātl (= 'agua celeste').

### Dimensión horizontal
El universo se distribuye en cuatro cuadrantes o rumbos que parten desde el mismo ombligo de Tlaltícpac. Mirando hacia el poniente por donde el Sol se pone, es la casa de oeste y lo simboliza el color blanco; hacia la izquierda está el sur que se simboliza con el azul; el frente de la casa del sol (rumbo este) se simboliza por el color rojo que representa la luz, la fertilidad y la vida; a la derecha del camino del Sol está el cuadrante negro del universo, el rumbo de la región de los muertos.

### Dimensión vertical
Los cielos eran capas esféricas superpuestas separadas por travesaños, a entender de los propios nahuas. Sobre los primeros se movían los distintos astros celestes y arriba de estos estaban las capas donde habitaban los dioses. Existen variantes en la denominación de los distintos cielos, según la descripción pictórica del códice vaticano A tenemos que el primer cielo es por donde se mueve la Luna y las nubes, Ilhuicātl Mētztli. El segundo cielo es el lugar de las estrellas, Citlalco, que se dividían en dos grandes grupos, las 400 estrellas del norte, Centzon Mimixcoâ, y las 400 estrellas del sur, Centzon Huitznahuâ. El tercer cielo, Ilhuicatl Tonatiuh, era el cielo por donde el Sol se movía diariamente desde el rumbo de la luz a su casa. El cuarto cielo, Ilhuicatl huitztlan era el cielo de Venus, que era el planeta mejor estudiado por los nahuas y asociado a Quetzalcóatl. Las estrellas humeantes o Citlalin Popoca como se llamaba a los cometas pertenecían al quinto cielo. El sexto y séptimo cielo son los de la noche y el día. El octavo está en disputa; la versión más aceptada es que es el lugar de las tempestades. El noveno, décimo y undécimo; blanco, amarillo y rojo respectivamente, son morada de los dioses, Teteocam (lugar donde ellos viven). Por último, el duodécimo y décimo tercero constituían la mansión de la dualidad, Omeyocan, donde habita Ometeótl, región metafísica fuente de generación y de vida.
Los 9 infiernos son planos y cada vez más profundos. Por ellos deben pasar «los descarnados» (los muertos) afrontando durante cuatro años pruebas para poder descansar al fin.

## Filosofía de vida

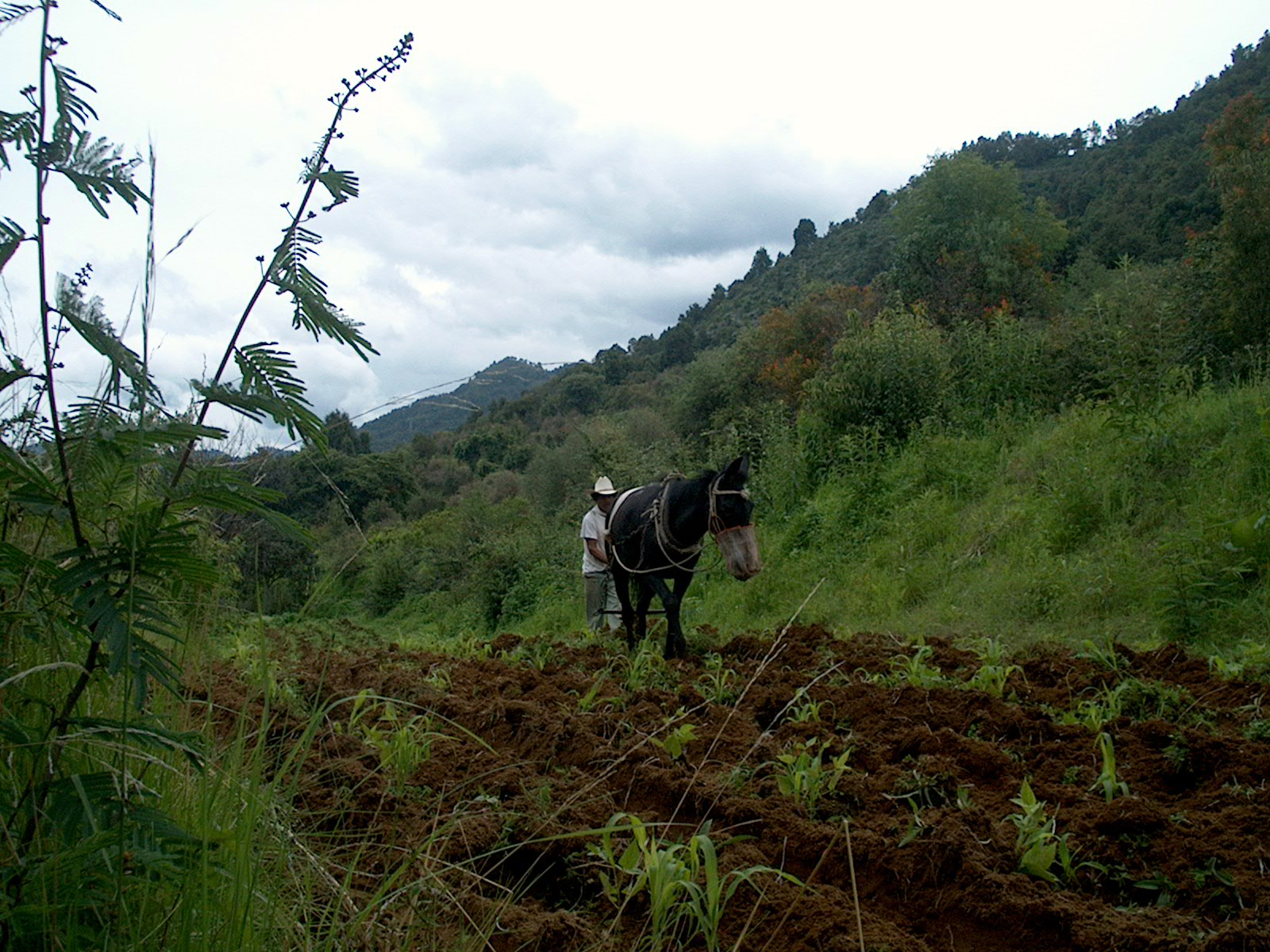
Hombre nahuatlato trabajando su tierra en Morelos.

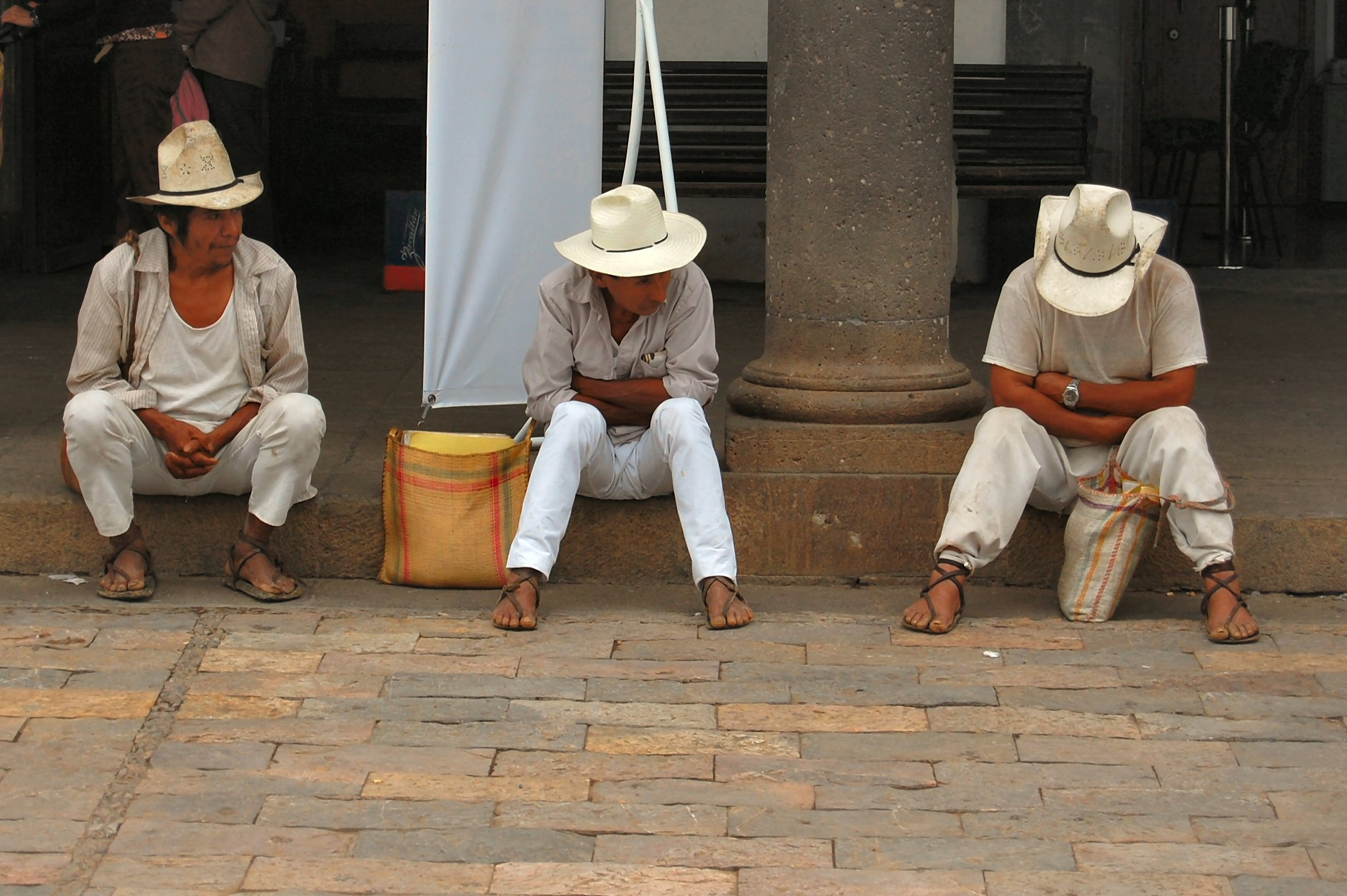
Hombres nahuas de Zacatlán, Puebla.

Históricamente los pueblos nahuas tenían tradiciones propias diferentes de otros pueblos indígenas que hablan lengua distinta. Los nahuas modernos han heredado algunas tradiciones, mitos y creencias heredadas de la civilización azteca que prevaleció en Mesoamérica desde un siglo antes de la llegada de la conquista española. Hay un número importante de rasgos culturales y ancestrales que divergen del mundo occidental y que prevalecen en las comunidades indígenas que hablan el idioma náhuatl principalmente en México y en El Salvador. Entre las tradiciones y rasgos organizativos más singulares están:
- El tequio es la labor comunitaria; es una obligación de toda persona trabajar y hacer faenas de trabajo sin cobro alguno para ayudar a los trabajos de la comunidad. Esta palabra proviene del náhuatl tequiyotl, que etimológicamente deriva de tequitl 'trabajo, tributo' y -yotl sufijo que forma nombres abstractos (similar a '-idad' en español). El tequio es dividido y administrado por las personas de mayor respeto dentro de la comunidad y son ellos quienes también dan sanciones a quienes desobedecen.
- La fiesta o mitohtli, son días de integración comunitaria para descansar y celebrar la alegría de la vida, no se realizan con motivos de solo disfrute, la integración comunitaria hace muy fuerte a la sociedad, evita la envidia y la competitividad entre hermanos.
- La soltería y la viudez no están bien vistas dentro de las comunidades nahuas, la dualidad es un concepto muy particular de la filosofía azteca, todo hombre y toda mujer necesitan una compañera o un compañero, cuando muere una pareja se piensa que es necesario volver a encontrar otra, en el trabajo y las conversaciones se necesitan dos personas. La mujer es igual al varón en derechos y obligaciones, ome es el concepto del número dos y se ve expresado en sus deidades ancestrales como Ometecuhtli y Ometecihuatl.

Siempre debe de haber una relación de conversación de los padres hacia los hijos, el concepto familiar es extensivo y no nuclear esto significa que hay una liga ancestral con los abuelos y tatarabuelos, los hijos de otras parejas son hermanos entre sí y no medios-hermanos; pero la infidelidad a la pareja es castigada y se le obliga al varón responder por los hijos que no son de su pareja. La amistad es importante, el ser humano no está individualizado, se hacen más ligeros los sufrimientos cuando se comparten experiencias.
El ser humano no desaparece al morir; solo cambia de dimensión y siempre está entre sus seres queridos, los vivos y los muertos están juntos todo el tiempo y en días especiales como día de muertos (al terminar de recoger la cosecha) se comparte en los panteones y en las casas la alegría de que algún día se estará con los seres queridos.
La educación es importante para las comunidades, todo infante está obligado a asistir a la escuela, porque en la escuela se forman los corazones y las mentes de la comunidad, el niño necesita convivir con otros niños y tiene que conocer el sentido de la responsabilidad desde una edad muy temprana, los niños deben ayudar a las labores domésticas y platicar con sus abuelos para que les transmitan conocimientos.
Los mexicas o aztecas se alega eran extremadamente intolerantes con la homosexualidad, a pesar de que algunos de sus rituales públicos tenían tintes homoeróticos y no existen registros primarios como tal. La historia mítica del pueblo nahua se dividía en cuatro «mundos», de los cuales el anterior había sido «una vida fácil, débil, de sodomía, perversión, del baile de las flores y de adoración a Xochiquétzal», en la que se habían olvidado las «virtudes masculinas de la guerra, la administración y la sabiduría». El autor Richard Texler, en su libro Sex and the Conquest, afirma que los aztecas convertían a algunos de los enemigos conquistados en berdaches, siguiendo la metáfora de que la penetración es una muestra de poder para someter a los enemigos.
Según algunos testimonios durante la conquista la ley mexica castigaba la sodomía con la horca, cuya palabra náhuatl corresponde a cuilontli, el empalamiento para el homosexual activo, la extracción de las entrañas por el orificio anal para el homosexual pasivo y la muerte por garrote para las lesbianas. Sin embargo como tal los testimonios de los conquistadores y los de los indígenas, en su mayoría post a la colonización y convertidos al catolicismo, contradicen y chocan entre sí. 
Por ejemplo, se habla de «sodomía» y prostitución entre los indígenas en el actual estado de Veracruz, y el tercer género zapoteca precolombino, que estaba dentro de territorio azteca, además de las acusaciones por parte de los mismos conquistadores de «actos abominables en referencia a la sexualidad indígena contradicen las alegaciones de intolerancia a la homosexualidad y otras formas de diversidad sexual. Nos deja sin un sí pero tampoco un no sobre la problemática. 
El día de muertos se conoce cómo el día de la cosecha porque se cree que los espíritus atraen a la lluvia.

## Economía

Mujer nahua de Acaxochitlán, Hidalgo, vendiendo artesanías.

El tianguis es y ha sido siempre el principal espacio de intercambio de productos, en este lugar se vende todo tipo de mercadurías y se realiza una vez o dos veces a la semana para abastecer los víveres.
La venta de la madera es otra de las principales actividades de las comunidades nahuas, así como el cultivo de maíz, calabaza, frijol, chile, tomate, jitomate, etc.
La elaboración de artesanías es otro rubro de la economía nahua, los artesanos venden sus mercadurías desde las más finas y elaboradas hasta las más sencillas a precios accesibles, lo cual solo tienen gastos de recuperación por la manufactura. Algunas de estas prácticas artesanales son la alfarería, la producción de vidrio soplado y la elaboración textiles de lana.
De igual manera, los nahuas también se dedican a la cría de ganado ovino, porcino y de aves de corral.

## La música nahua

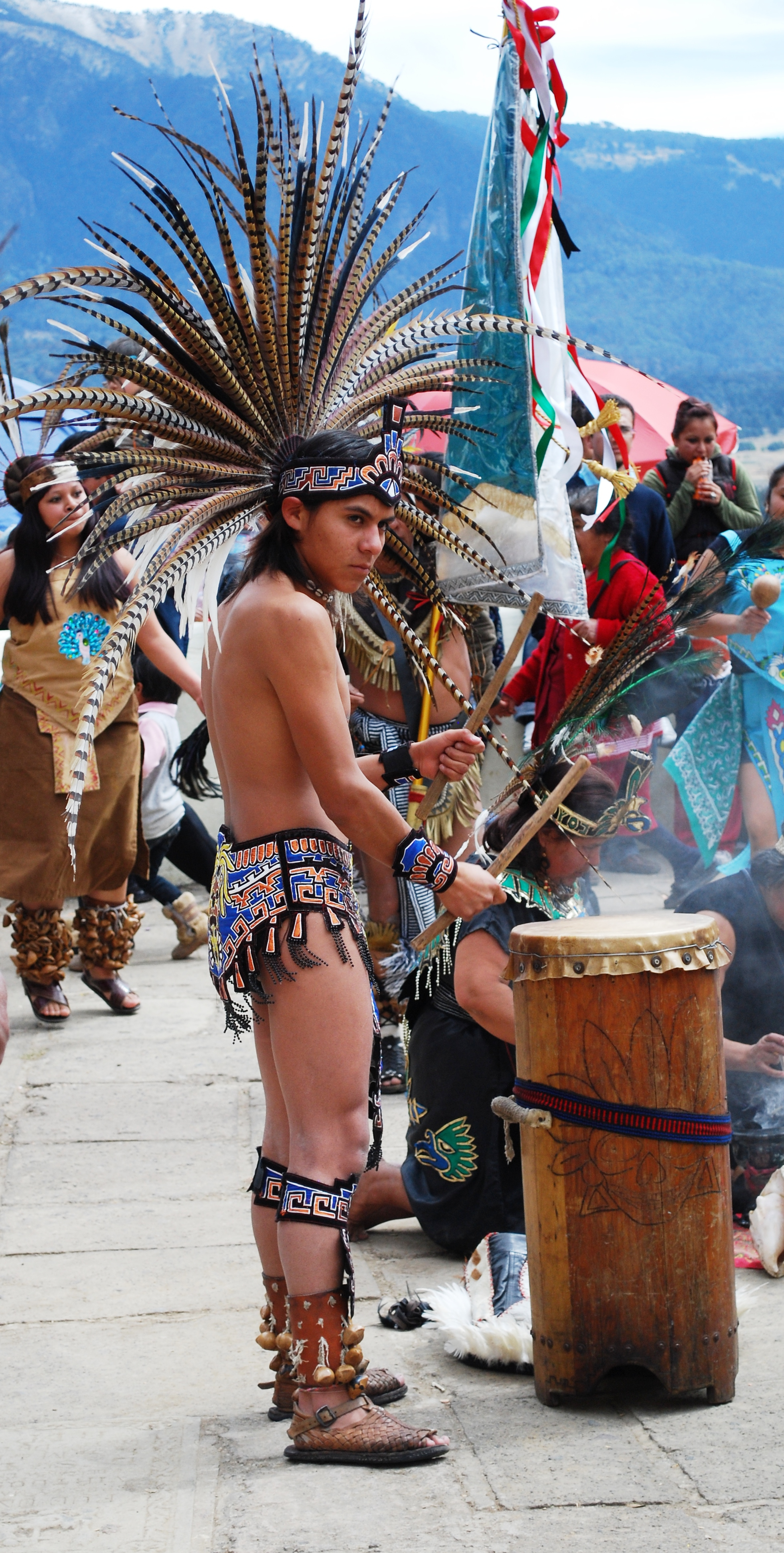
Conchero tocando el huehuetl, Amecameca, México.

Un análisis musicológico del ritual mexica no puede prescindir de la noción original de integridad que se observa en el arte prehispánico. La música, la danza y la poesía fueron considerados como un todo dentro de la práctica azteca. Se incluía en sacrificios, penitencias, ofrendas, ingestión de alucinógenos (péyotl, nanácatl) y otros tipos de hierbas.
Entre los Aztecas o Mexicas, la música se enseñaba junto con la danza en las escuelas denominadas cuicacalli ('casa del canto'). Los instrumentos musicales se guardaban en el mixcoacalli ('casa del dios del fuego').
Los rasgos más característicos de la política musical azteca son los privilegios civiles, como la exención de tributos de la que gozaban los músicos profesionales, y las jerarquías que ocupaban en los templos. Sin embargo, los artistas, aun cuando recibiesen honores y riquezas, formaban parte del servicio doméstico de los señores.
Los músicos recibían un mecátl o cordel distintivo (de donde viene la palabra americana 'mecate' (del nahuatl mecatl, cordel), que portaban en la cabeza, colgando las puntas encima del pecho.
Heredaron por línea directa el instrumental tolteca (por ende, teotihuacano) asimilando el legado de las culturas contemporáneas de toda Mesoamérica. Se ha dicho también que sus piezas musicales se transmitían por tradición oral, y se ha probado que algunos instrumentos como el teponaztli mexica se empleaba como auxiliar para la memorización, algo que también ocurre hasta hoy con diversos instrumentos de percusión entre los pueblos maya. Por otra parte, es indudable que este repertorio y otras piezas no vocales, tenían un empleo muy variado en ceremonias, de guerras, así como en fiestas y juegos, con sentido poético, lúdico y amoroso.

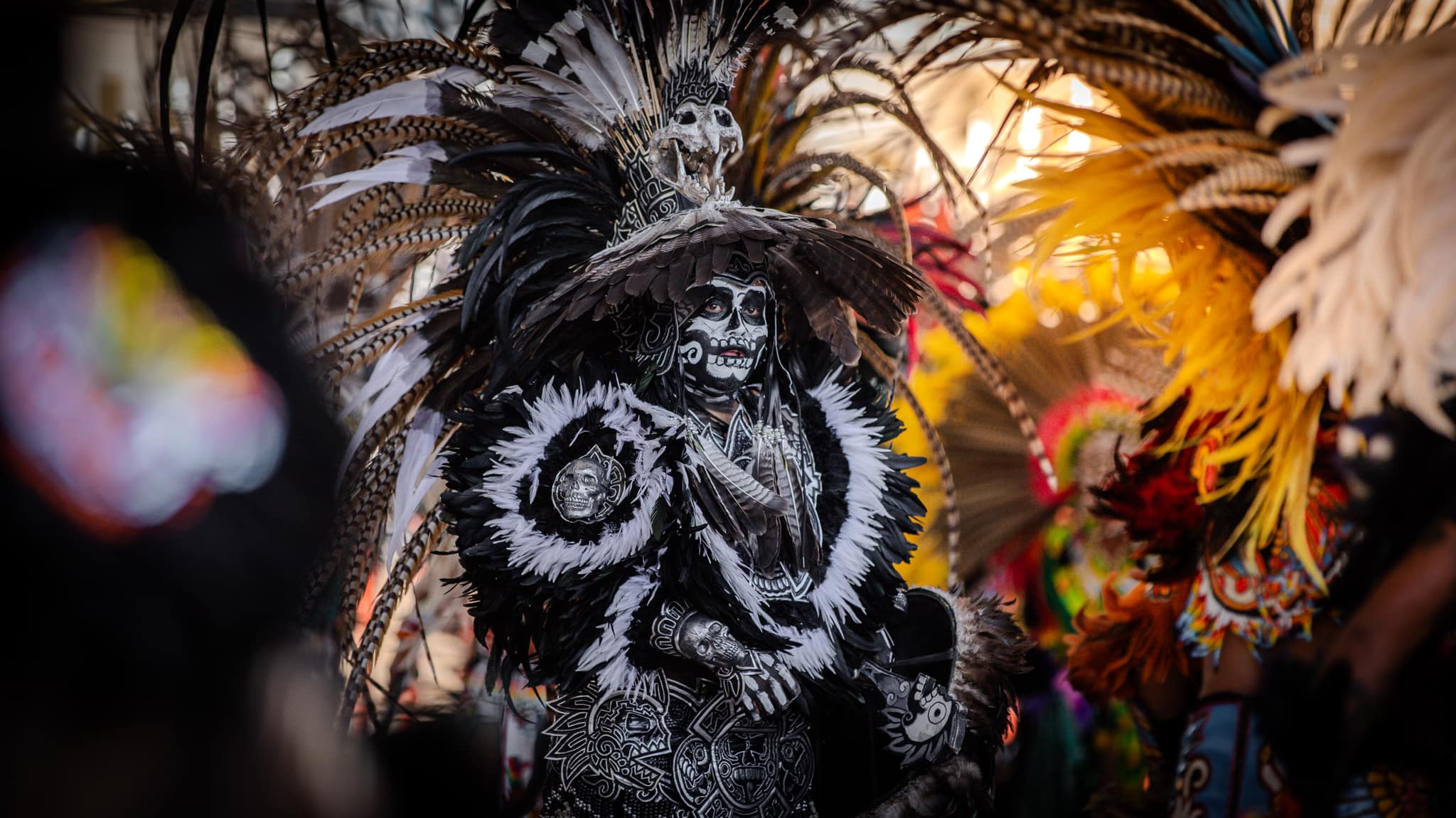
la danza de los aztecas

### Actualidad
En la actualidad es posible que los instrumentos tradicionales nahuas y las ideas musicales que de ellos y de la lengua náhuatl emergen, estén comenzando a experimentar un florecimiento. En varias ciudades de la República mexicana existen músicos y grupos musicales con estos instrumentos. Esta forma de cultura musical se relacionó, en el último cuarto del siglo XX, con influencias de la música folclórica, del rock, fusión, ambient y World music, lo que contribuyó a borrar la originalidad y fuerza poética del instrumental y la lengua mexicanos. De este proceso surgieron, sin embargo, propuestas que intentan preservar elementos originales, según ocurre en la música de los grupos La Tribu y Lluvia de Palos, así como en la de Antonio Zepeda, también autor de la banda sonora para la película In Necuepaliztli In Aztlan (Retorno a Aztlán, 2011), primer largometraje de ficción completamente hecho en lengua náhuatl.
Por otra parte, en 2014 se estrena en la Ciudad de México la primera ópera en náhuatl (en realidad un cuicatl, muy lejos de la tradición europea), con el título Xochicuicatl cuecuechtli, basada en el texto homónimo contenido en los Cantares mexicanos. Xochicuicatl cuecuechtli introduce una escritura musical nueva, que favorece la simbolización de la métrica del náhuatl, y de la participación de las percusiones nahuas, especialmente el teponaztli y el huehuetl que en esta obra constituyen una orquesta de percusiones. Las voces, interpretadas en un sistema no occidental-tonal, son cantadas por cinco actores que encarnan seis personajes con caracteres tradicionales nahuas.

### Instrumentos de viento
- Tlapitzalli: flautas o flautines de barro, carrizo, hueso, etc.
- Huilacapitztli: ocarinas, tortolitas y jarros silbadores.
- Atecocolli: caracol marino usado como trompeta por su sonido grave y profundo.
- Toxacatl: vara delgada que se aspira.

### Instrumentos de percusión
- Tetzilacatl: artesón metálico que sonaba como gong.
- Huehuetl: tambor vertical de un tronco hueco decorado artísticamente, con sus costados labrados y aberturas en la base, recubierto en la parte superior con la piel de venado u ocelote. Se percutía con las manos en las danzas.
- Panhuehuetl: tambor mayor.
- Tlalpanhuehuetl: tambor gigante de 2,50 metros que desde lo alto de los templos anunciaba la guerra hasta una distancia de 12 kilómetros.
- Teponazhuehuetl: Teponaztli con lados adyacentes para ser tocados en parche piel.
- Teponaztli: tambor horizontal de un tronco hueco de madera dura, que se percutían con dos macillos cubiertos de hule en un extremo, para el cambio de guardia nocturna, ceremonias religiosas y señales de guerra.
- Tambores de barro prehispánicos: con forma de cántaro y copa.
- Tambor de u: cuerpo de barro en forma de U, con un parche en una abertura.
- Ayotl: caparazón de tortuga, percutida en la parte inferior con un asta de venado.
- Chicahuaztli: bastón con sonajas.
- Omichitzicahuaztli: raspador de hueso o asta de venado con muescas.
- Ayacachtli: sonaja de guaje seco o calabazo de barro o metal, lleno de piedritas o semillas, para acompañar a las danzas.